# 雲南郡
雲南郡，中国古代的郡。
三国蜀汉建兴三年（225年），诸葛亮平南中，分建宁郡、越巂郡、永昌郡三郡之地设置云南郡，郡治云南县（今云南省祥云县云南驿镇），辖云南（今祥云县、弥渡县）、蜻蛉（今永仁县及大姚县北）、弄栋（今大姚县南及姚安县）、姑复（今华坪县）、遂久（今永胜县、丽江市）、邪龙（今巍山县、漾濞县、南涧县）、叶榆（今大理市、剑川县、洱源县、鹤庆县）7县，属庲降都督。
西晋改庲降都督地为宁州。泰始六年（270年），云南郡增设两县：云平县、永宁县。永嘉五年（310年），分云南郡叶榆县设东河阳郡。建始年间，分云南郡蜻蛉，弄栋二县属兴宁郡，云南郡领云南、东姑复、西姑复、云平、邪龙5县。咸和八年（333年），成汉李雄占据宁州，设立建宁国。建元元年（343年），成汉设汉州，云南郡先后属建宁国、汉州。
东晋爨氏自袭宁州刺史，晋末南北朝云南郡属爨西之地。隋朝开皇初年，爨氏降隋，开皇三年（583年），废云南郡，设南宁州总管府。天宝元年（742年）改姚州为云南郡，下辖姚城县（今云南省姚安县栋川镇清河村）、长明县（今云南省姚安县大龙口镇）、泸南县（今云南省大姚县七街乡长冲阱），天宝十三载（754年）被南诏占领。
唐朝云南郡太守
- 张虔陀（748年—750年）
- 李宓（751年—752年）
- 贾瓘（753年）